# Cervione
Cervione är en kommun i departementet Haute-Corse på ön Korsika i Frankrike. Kommunen ligger i kantonen Campoloro-di-Moriani som tillhör arrondissementet Bastia. År 2022 hade Cervione 2 161 invånare.

## Befolkningsutveckling
Antalet invånare i kommunen Cervione
Referens:INSEE